# Nyctemera semperii
Nyctemera semperii là một loài bướm đêm thuộc phân họ Arctiinae, họ Erebidae.